# Moriguchi
Moriguchi (Japans: 守口市, Moriguchi-shi) is een stad (shi) in de Japanse prefectuur Osaka die fungeert als een satellietstad van Osaka. Op 1 mei 2010 had de stad 146.237 inwoners. De bevolkingsdichtheid bedroeg 11.490 inw./km². De oppervlakte van de stad bedraagt 12,73 km².

## Geschiedenis
In 1585 vernoemde Hideyoshi Toyotomi na het eten van de lokale Moriguchi-daikon het gebied naar deze groente. De Moriguchi-daikon is tot op heden een bekend lokaal product.
Op 1 november 1946 werd de stad Moriguchi gevormd uit de gemeenten Moriguchi en Misato. Op 1 april 1957 verkreeg de stad ook de gemeente Kitagawachi en kreeg het de huidige omvang.

## Geografie
Het gebied van Moriguchi bestaat uit laagland en wordt doorkruist door de rivier de Yodo. De stad wordt begrensd door de steden Osaka, Kadoma, Neyagawa (stad) en Settsu.

## Politiek
Moriguchi heeft een gemeenteraad die bestaat uit 22 verkozen leden. De burgemeester van Moriguchi is sinds 2007 Isamu Nishiguchi, een onafhankelijke.
De zetelverdeling van de gemeenteraad (01/05/2007 - 30/04/2011) is als volgt :
| Partij                                | Aantal zetels |
| ------------------------------------- | ------------- |
| Nieuw-Komeito                         | 7             |
| Onafhankelijke                        | 6             |
| Communistische Partij van Japan       | 4             |
| Liberaal-Democratische Partij         | 3             |
| Democratische Partij                  | 1             |
| Sociaaldemocratische Partij van Japan | 1             |

## Economie
Sanyo en Panasonic hebben hun hoofdkantoren in Moriguchi. Verder bevinden zich in Moriguchi ook een warenhuis van het Keihan-conglomeraat en een groot winkelcentrum van de Æon-groep genaamd Æon MALL Dainichi (イオンモール大日).

## Verkeer en vervoer

### Treinen en metro's
- Keihan
  - Keihan-lijn: stations Takii, Doi en Moriguchishi
- Monorail van Osaka
  - Hoofdlijn: station Dainichi
- Metro van Osaka
  - Tanimachi-lijn: stations Moriguchi en Dainichi

### Weg

#### Autosnelweg
- Hanshin-autosnelweg 12 (Moriguchi-lijn), van Moriguchi naar Osaka via de wijken Kita-ku, Miyakojima-ku, Joto-ku en Asahi-ku .
- Kinki-autosnelweg,naar Suita of Matsubara

#### Autoweg
- Autoweg 1,naar Osaka of Kioto en Nagoya
- Autoweg 163,naar Osaka of Tsu
- Autoweg 479, naar Osaka of Toyonaka

#### Prefecturale weg
Moriguchi ligt aan de prefecturale wegen 158 en 159.

### Bus
- Keihan Bus
- Osaka stadsbus

## Stedenband
Moriguchi heeft een stedenband met
- New Westminster (Brits-Columbia), Canada, sinds 1963
- Zhongshan, China, sinds 1988
- Toyo (Kochi), sinds 1981
- Takashima (Shiga), sinds 1981
- Katsuragi (Kochi), sinds 2005

## Geboren in Moriguchi
- Ayaka, een J-pop-zangeres
- Ryoji Morimoto (森本亮治, Morimoto Ryōji), een acteur bekend voor zijn rol in Kamen Rider Blade